# ميناء تشالمرز
ميناء تشالمرز هي مدينة بمثابة الميناء الرئيس لمدينة دنيدن في نيوزيلندا، يبلغ عدد سكانها حوالي 3000 نسمة. يقع الميناء على بعد عشرة كيلومترات داخل مرفأ أوتاجو، على بعد حوالي 15 كيلومترًا شمال شرق وسط مدينة دنيدن.